# Kaijū

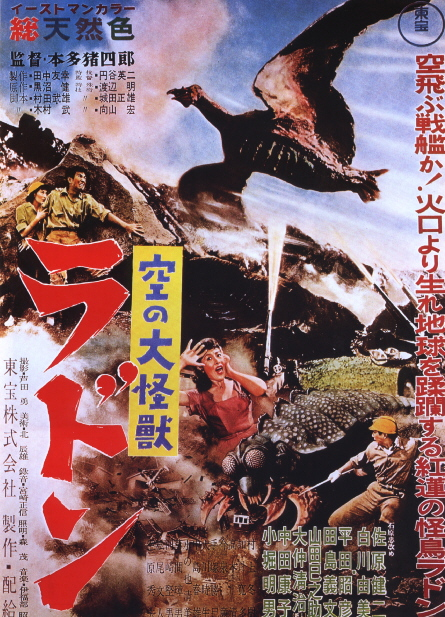
Afișul filmului Rodan din 1956 - pe care apare un monstru denumit Daikaiju

În cinematografie, Kaijū (în japoneză 怪獣) este un sub-gen al filmelor cu monștri. Kaijū  are sensul de bestie/creatură ciudată. În filmele Kaijū apar creaturi mari de orice formă, care atacă de obicei un oraș important sau intră în luptă cu alți monștri. Cuvântul în japoneză provine din lucrarea în limba chineză Shan Hai Jing (山海經). 

## Selecție de filme
- King Kong (1933)
  - Son of Kong (1933)
- Wasei Kingu Kongu (1933)
- King Kong Appears in Edo (1938)
- Invisible Man Appears (1949)
- The Beast From 20,000 Fathoms (1953)
- Invisible Man (1954)
- Godzilla series (1954 – present)
  - Godzilla (1954)
  - Godzilla Raids Again (1955)
  - King Kong vs. Godzilla (1962)
  - Mothra vs. Godzilla (1964)
  - Ghidorah, the Three-Headed Monster (1964)
  - Invasion of Astro-Monster (1965)
  - Ebirah, Horror of the Deep (1966)
  - Son of Godzilla (1967)
  - Destroy All Monsters (1968)
  - All Monsters Attack (1969)
  - Godzilla vs. Hedorah (1971)
  - Godzilla vs. Gigan (1972)
  - Godzilla vs. Megalon (1973)
  - Godzilla vs. Mechagodzilla (1974)
  - Terror of Mechagodzilla (1975)
  - The Return of Godzilla (1984)
  - Godzilla vs. Biollante (1989)
  - Godzilla vs. King Ghidorah (1991)
  - Godzilla vs. Mothra (1992)
  - Godzilla vs. Mechagodzilla II (1993)
  - Godzilla vs. SpaceGodzilla (1994)
  - Godzilla vs. Destoroyah (1995)
  - Godzilla 2000: Millennium (1999)
  - Godzilla vs. Megaguirus (2000)
  - Godzilla, Mothra and King Ghidorah: Giant Monsters All-Out Attack (2001)
  - Godzilla Against Mechagodzilla (2002)
  - Godzilla: Tokyo S.O.S. (2003)
  - Godzilla: Final Wars (2004)
  - Shin Godzilla (2016)
  - Godzilla: Planet of the Monsters (2017)
  - Godzilla: City on the Edge of Battle (2018)
  - Godzilla: The Planet Eater (2018)
- It Came from Beneath the Sea (1955)
- Half Human (1955)
- Rodan (1956)
- Warning from Space (1956)
- The Giant Claw (1957)
- The Mysterians (1957)
- 20 Million Miles to Earth (1957)
- Invisible Man vs. Human Fly (1957)
- The H-Man (1958)
- Varan the Unbelievable (1958)
- The Giant Behemoth (1959)
- The Giant Gila Monster (1959)
- The Three Treasures  (1959)
- Battle in Outer Space (1959)
- The Secret of the Telegian (1960)
- The Human Vapor (1960)
- Konga (1961)
- Reptilicus (1961)
- Mothra (1961)
- Gorgo (1961)
- Gorath (1962)
- Atragon (1963)
- Matango (1963)
- Dogora (1964)
- Frankenstein Conquers the World (1965)
- Gamera: The Giant Monster (1965)
  - Gamera vs. Barugon (1966)
  - Gamera vs. Gyaos (1967)
  - Gamera vs. Viras (1968)
  - Gamera vs. Guiron (1969)
  - Gamera vs. Jiger (1970)
  - Gamera vs. Zigra (1971)
  - Gamera: Super Monster (1980)
- The Magic Serpent (1966)
- Daimajin (1966)
- The War of the Gargantuas (1966)
- The X from Outer Space (1967)
  - Monster X Strikes Back: Attack the G8 Summit (2008)
- Gappa: The Triphibian Monster (1967)
- King Kong evadează (1967)
- Ultra Series (1967 – present)
  - Ultraman (1967)
  - Ultraman, Ultraseven: Great Violent Monster Fight (1969)
  - The 6 Ultra Brothers vs. the Monster Army (1974)
  - Ultraman (1979)
  - Ultraman: Great Monster Decisive Battle (1979)
  - Ultraman Zoffy: Ultra Warriors vs. the Giant Monster Army (1984)
  - Ultraman Story (1984)
  - Ultraman: The Adventure Begins (1987)
  - Ultra Q The Movie: Legend of the Stars (1990)
  - Ultraman Zearth (1996)
  - Ultraman Tiga & Ultraman Dyna: Warriors of the Star of Light (1998)
  - Ultraman Gaia: The Battle in Hyperspace (1999)
  - Ultraman Tiga: The Final Odyssey (2000)
  - Ultraman Cosmos: The First Contact (2001)
  - Ultraman Cosmos 2: The Blue Planet (2002)
  - Ultraman Cosmos vs. Ultraman Justice: The Final Battle (2003)
  - Ultraman: The Next (2004)
  - Ultraman Mebius & Ultraman Brothers (2006)
  - Superior Ultraman 8 Brothers (2008)
  - Mega Monster Battle: Ultra Galaxy Legends (2009)
  - Ultraman Zero: The Revenge of Belial (2010)
  - Ultraman Saga (2012)
  - Ultraman Ginga Theater Special (2013)
  - Ultraman Ginga Theater Special: Ultra Monster Hero Battle Royal! (2014)
  - Ultraman Ginga S The Movie (2015)
  - Ultraman X The Movie (2016)
  - Ultraman Orb The Movie (2017)
  - Ultraman Geed The Movie (2018)
  - Ultraman R/B The Movie (2019)
- Yongary: Monster from the Deep (1967)
- Goke, Body Snatcher from Hell (1968)
- Genocide (1968)
- The Living Skeleton (1968)
- Latitude Zero (1969)
- Space Amoeba (1970)
- The Vampire Doll (1970)
- Lake of Dracula (1971)
  - Evil of Dracula (1974)
- Daigoro vs. Goliath (1972)
- Horror of the Wolf (1973)
- Jumborg Ace & Giant (1974)
- Prophecies of Nostradamus (1974)
- ESPY (1974)
- King Kong (1976)
  - King Kong Lives (1986)
- The War in Space (1977)
- Legend of Dinosaurs & Monster Birds (1977)
- The Mighty Peking Man (1977)
- Spider-Man (1978)
- Q - The Winged Serpent (1982)
- Legend of the Eight Samurai (1983)
- Pulgasari (1985)
- Princess from the Moon (1987)
- Gunhed (1989)
- Yamato Takeru (1994)
- Gamera: Guardian of the Universe (1995)
  - Gamera 2: Attack of Legion (1996)
  - Gamera 3: The Revenge of Iris (1999)
- Rebirth of Mothra (1996)
  - Rebirth of Mothra II (1997)
  - Rebirth of Mothra III (1998)
- Zarkorr! The Invader (1996)
- Galgameth (1996)
- Kraa! The Sea Monster (1998)
- Godzilla (1998)
- Yonggary (1999)
- Nezulla the Rat Monster (2002)
- Garuda (2004)
- King Kong (2005)
- Chousei Kantai Sazer-X the Movie: Fight! Star Warriors (2005)
- Negadon: The Monster from Mars (2005)
- Gamera the Brave (2006)
- D-War (2007)
- Big Man Japan (2007)
- Deep Sea Monster Reigo (2008)
- Cloverfield (2008)
  - 10 Cloverfield Lane (2016)
  - The Cloverfield Paradox (2018)
- Demeking (2009)
- Mega Shark Versus Giant Octopus (2009)
  - Mega Shark Versus Crocosaurus (2010)
  - Mega Shark Versus Mecha Shark (2014)
  - Mega Shark vs. Kolossus (2015)
- Death Kappa (2010)
- Pacific Rim (2013)
  - Pacific Rim Uprising (2018)
- MonsterVerse series (2014 – present)
  - Godzilla (2014)
  - Kong: Skull Island (2017)
  - Godzilla: King of the Monsters (2019)
  - Godzilla vs. Kong (2020)
- Attack on Titan (2015)
  - Attack on Titan: Part 2 (2015)
- Colossal (2017)
- Rampage (2018)
- The Meg (2018)

## Vezi și
- Istoria filmului științifico-fantastic
- Istoria științifico-fantasticului
- Listă de filme cu monștri giganți